# The Great Carbuncle

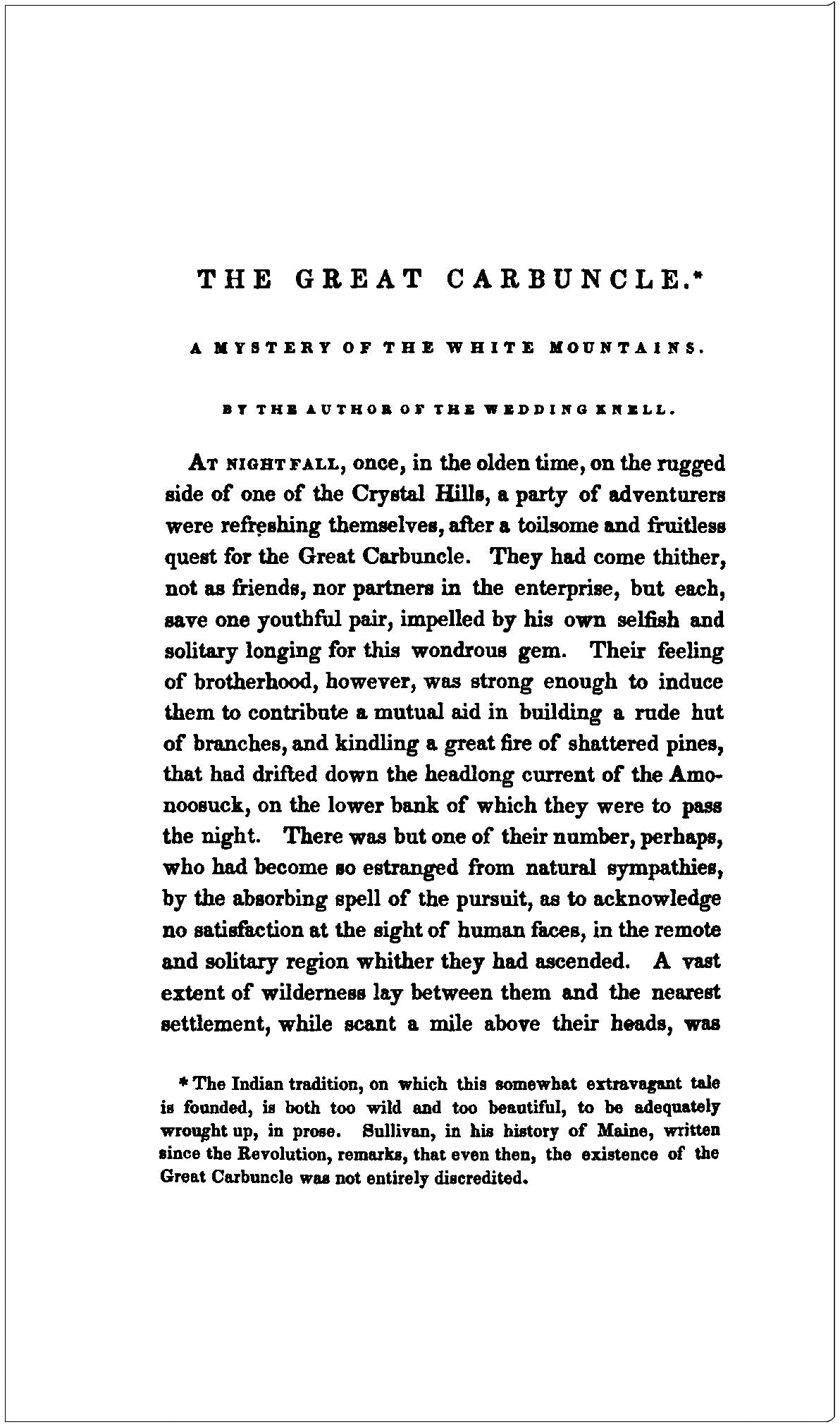
Erste Seite der anonymen Erstausgabe im Token and Atlantic Souvenir für das Jahr 1837 (erschienen 1836)

The Great Carbuncle, deutsch Der große Karfunkel, ist eine 1836 erschienene Erzählung des amerikanischen Schriftstellers Nathaniel Hawthorne.
Sie handelt von Schatzsuchern, die in den „Weißen Bergen“ New Hampshires den „großen Karfunkel“ zu finden hoffen, einen sagenumwobenen, leuchtenden Edelstein. Ein junges Ehepaar entdeckt ihn, wagt es aber nicht, sich seinem gleißenden Licht zu nähern, macht kehrt und entscheidet sich so für ein häusliches Glück in ehrbarer Bescheidenheit. The Great Carbuncle war im 19. Jahrhundert sehr populär, in der späteren Literaturkritik jedoch weniger gut gelitten. Bemängelt wird oft die Eindimensionalität der merklich allegorisch gezeichneten Figuren und der Moralismus der Erzählung. Quellenforschungen haben jedoch ergeben, dass sie in einem komplexen intertextuellen Verhältnis zu einer Vielzahl biblischer, literarischer und historiographischer Texte steht.

## Inhalt
Die Erzählung beginnt mit der Schilderung eines Lagerfeuers in der Wildnis der Weißen Berge, an dem sich acht Schatzsucher für einen Abend zusammengefunden haben, die vom „egoistischen und eigenbrötlerischen Verlangen“ getrieben sind, den „Großen Karfunkel“ zu finden, einen sagenumwobenen Edelstein von unermesslichem Wert. Man erzählt sich, dass sein Leuchten in manchen Nächten fernhin, ja noch vom Meer aus zu sehen sei, doch noch nie habe es jemand vermocht, ihn zu finden. Laut der „indianischen Überlieferung“ bewache ein Geist den Karfunkel „und verwirre diejenigen, die ihn suchten, entweder indem er ihn von Gipfel zu Gipfel der höchsten Berge versetze oder indem er aus dem verzauberten See, über dem der Stein hing, einen Nebel aufsteigen lasse.“
Nur einer der acht, „der Zyniker“ genannt, verfolgt ein anderes Ziel: Er will versuchen, seinen „Fuß auf jeden Gipfel dieser Berge zu setzen,“ um der Welt zu beweisen, dass „der Große Karfunkel nichts weiter als Humbug ist.“ Spöttisch fragt er die anderen, was sie denn mit dem Juwel zu tun gedächten. Dem ältesten von ihnen, genannt „der Sucher,“ ist die Suche selbst zum Lebensinhalt geworden: „Allein das Streben danach ist meine Stärke, die Energie meiner Seele.“ Wenn er den Karfunkel finde, werde er ihn in eine Höhle bringen und lege sich dort „zum Sterben nieder, und dort wird er für immer mit mir begraben sein.“ Der Nächste, der antwortet, ist der Chemiker Dr. Cacaphodel. Er möchte den Karfunkel „in seine ursprünglichen Elemente zerlegen,“ also stückchenweise zermahlen, in Säuren auflösen, schmelzen und verbrennen, und die Ergebnisse seiner Forschung schließlich „in einem Foliantenband der Welt vermachen.“ Der dritte ist Master Ichabod Pigsnort, ein „gewichtiger Kaufmann und Selectman aus Boston, dazu Kirchenältester;“ er will den Karfunkel an den Meistbietenden verkaufen. Der vierte ist ein namenloser Dichter; er möchte den Karfunkel „Tag und Nacht anblicken […] er wird all meine geistigen Fähigkeiten durchdringen und hell aus jeder Zeile der Dichtung leuchten, die ich niederschreibe. So wird der Glanz des Großen Karfunkels noch Jahrhunderte nach meinem Tod meinen Namen umflammen.“ Der fünfte ist der Lord De Vere, Spross eines altehrwürdigen Adelshauses; er will das Juwel im großen Saal des Schlosses seiner Ahnen anbringen, wo er „auf den Rüstungen, Bannern und Wappenschildern funkeln“ und „das Andenken an Helden strahlend erhalten“ soll. Die letzten beiden sind Matthew und Hannah, ein frischvermähltes Paar von schlichtem Gemüt; sie wollen mit dem Karfunkel im Winter ihre Hütte erhellen, und „es wird so nett sein, ihn den Nachbarn zu zeigen, wenn sie uns besuchen kommen.“
Am nächsten Morgen gehen die Schatzsucher ihrer Wege. Die Erzählung folgt Hannah und Matthew, die es bei ihrem Bergaufstieg in immer kargere Landschaften verschlägt. Nachdem sie sich in einem dichten Nebel fast verlieren, finden sie tatsächlich den verzauberten See, erhellt von gleißendem Licht. An der Klippe unter dem Karfunkel erblicken sie die Gestalt des Suchers, die Arme ausgestreckt, das Gesicht nach oben gewandt, er „rührte sich jedoch nicht, als sei er zu Marmor erstarrt.“ Plötzlich gesellt sich der Zyniker zu ihnen, der noch immer nicht an den Karfunkel glauben möchte. Auf Matthews Aufforderung hin nimmt er seine verrußte Brille ab, blickt zum Karfunkel und wird von seinem Licht unheilbar geblendet. Die Furcht übermannt nun Matthew und Hannah, sie kehren nach Hause zurück und geloben, sich nie wieder „mehr Licht zu wünschen, als alle Welt mit uns teilen kann.“
Zum Schluss wird das weitere Schicksal der acht Schatzsucher geschildert: Hannah und Matthew verbrachten noch „viele friedliche Jahre miteinander und erzählten gerne die Legende vom Großen Karfunkel.“ Mit den Jahren wurde ihr aber immer weniger Glauben geschenkt, doch der Erzähler selbst meint, er habe von Ferne ein „wunderbares Licht“ in den Bergen gesehen, und „der Glaube an die Poesie lockte mich, der jüngste Pilger des Großen Karfunkels zu werden.“

## Werkzusammenhang

### Entstehung und Publikationsgeschichte

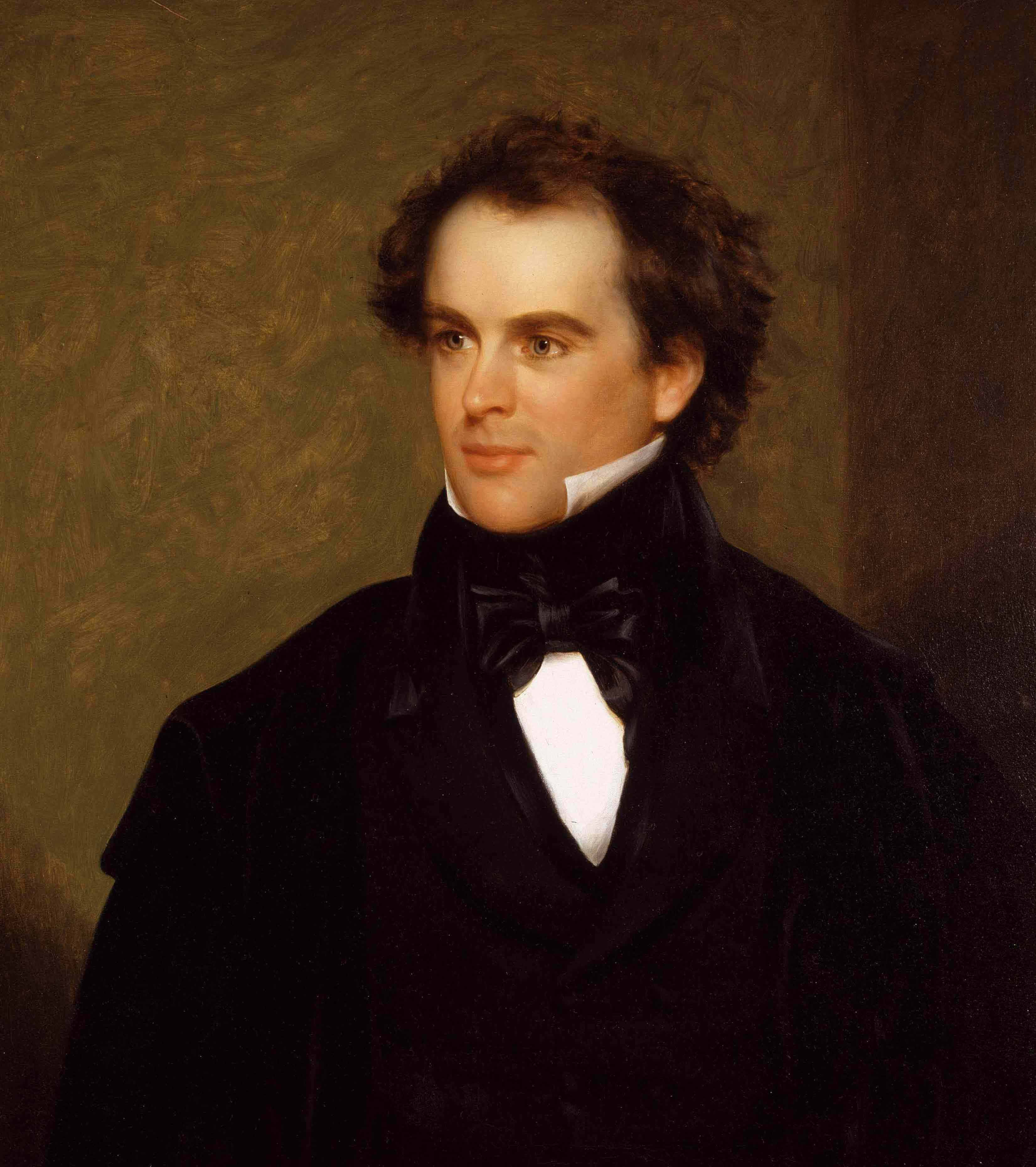
Nathaniel Hawthorne – Gemälde von Charles Osgood, 1840

The Great Carbuncle erschien erstmals in The Token and Atlantic Souvenir für das Jahr 1837. Das Titelblatt dieses Bandes zeigt das Jahr 1837, doch ist sicher, dass er schon vor Weihnachten 1836 im Buchhandel erhältlich war; der Token, ein literarischer Almanach für gehobene Ansprüche, war ausdrücklich als Weihnachts- oder Neujahrsgeschenk konzipiert. Zwischen 1831 und 1838 war der Token der eifrigste Abnehmer der Kurzgeschichten Hawthornes, allein im Jahrgang 1837 finden sich noch sieben weitere Beiträge aus seiner Feder. Dem Publikum blieb dieser Umstand jedoch lange unbekannt, da Hawthorne seine Erzählungen zu dieser Zeit stets anonym veröffentlichte. The Great Carbuncle ist im Token aber immerhin mit dem Hinweis versehen, die Geschichte sei vom selben Autor wie The Wedding Knell, das in der Vorjahresausgabe erschienen war. Im Frühjahr 1837 veröffentlichte Hawthorne The Great Carbuncle dann erneut in seiner ersten und auch namentlich gezeichneten Kurzgeschichtensammlung Twice-Told Tales und gab sich so öffentlich als Verfasser dieser und anderer Geschichten zu erkennen.
Ursprünglich war die Geschichte aber mit einiger Sicherheit Teil eines größeren Werkes, The Story Teller, das Hawthorne zwischen 1832 und 1834 schrieb, das als Ganzes aber nie erschien und nicht erhalten ist. Zwar hatte Hawthorne für den Story Teller anders als für seine ersten beiden, heute ebenfalls verlorenen Erzählzyklen Seven Tales of My Native Land (um 1826–27) und Provincial Tales (um 1828–1830) einen Verleger gefunden, doch nachdem die ersten Teile im November und Dezember 1834 im New-England Magazine erschienen waren, wechselte die Zeitschrift den Besitzer und setzte die Veröffentlichung aus. Letztlich veröffentlichte Hawthorne nur einige Einzelerzählungen des Story Teller, manche im New-England Magazine, manche in anderen Publikationen wie dem Token. Der Werkzusammenhang ging dabei verloren, kann aber im Falle von The Great Carbuncle schlüssig rekonstruiert werden.
Beim Story Teller handelt es sich demnach um eine Reihe von kurzen Geschichten, die in eine übergeordnete Rahmenerzählung eingebettet sind. Ich-Erzähler und zugleich Protagonist der Rahmenhandlung ist ein durch Neuengland wandernder Geschichtenerzähler namens „Oberon“ (benannt nach der Figur in Shakespeares Sommernachtstraum). Die Handlungsorte mancher Einzelerzählungen des Story Teller lassen sich dabei einigen Fragmente des Rahmens zuordnen, die Hawthorne später, deklariert als „Skizzen“ (sketches), doch noch veröffentlichte. The Great Carbuncle steht dabei in engem Zusammenhang mit den Rahmenfragmenten The Notch und Our Evening Party among the Mountains, die Hawthorne neben anderen Reiseskizzen im November 1835 unter dem Sammeltitel Sketches from Memory im New-England Magazine veröffentlichte. Oberon schildert darin seine Wanderung durch die White Mountains, die „Weißen Berge“ des Bundesstaats New Hampshire, wo auch die Handlung von The Great Carbuncle angesiedelt ist. Hier spielt außerdem die im Juni 1835 erschienene Erzählung The Ambitious Guest, die auch thematisch viele Überschneidungen mit The Great Carbuncle aufweist. Gemäß Alfred Webers Rekonstruktion des Story Teller leiteten die ersten beiden Absätze von The Notch Oberons Wanderung durch die White Mountains ein, gefolgt von The Ambitious Guest und dem zweiten Teil von The Notch. Darauf schloss sich Our Evening Party among the Mountains und schließlich The Great Carbuncle an, die darauf folgenden Rahmenteile sind nicht erhalten.
Hawthorne selbst bereiste die White Mountains im September 1832; es ist anzunehmen, dass er The Great Carbuncle und The Ambitious Guest bald darauf niederschrieb. Ein weiteres Mal veröffentlichte er 1850 mit The Great Stone Face eine Erzählung über die White Mountains, doch entstand sie wohl erst einige Jahre später und steht somit nicht in unmittelbarem Zusammenhang mit dem Story Teller. Ein Verweis auf The Great Carbuncle findet sich zudem in der erstmals 1842 und erneut 1846 in Mosses from an Old Manse erschienenen Erzählung A Virtuoso’s Collection. Hier wird der Ich-Erzähler durch ein Museum geführt, in dem verschiedenste Kuriositäten der Literaturgeschichte ausgestellt sind. Neben dem weißen Vlies aus Spensers Faerie Queene und dem Skelett von Don Quijotes treuem Schlachtross Rosinante erblickt er hier auch seine eigene literarische Schöpfung, den Großen Karfunkel (one of the wild projects of my youth), ausgestellt in einer schnöden Vitrine und nicht annähernd so brillant, wie er ihn in Erinnerung hatte – in den Worten Helmut Schwarztraubers verdeutlicht A Virtuoso’s Collection die Perversion der Einbildungskraft, „die Materialisierung alles Geistigen durch einen rationalistisch begründeten Realismus.“

### Stellung im Kontext des Story Teller

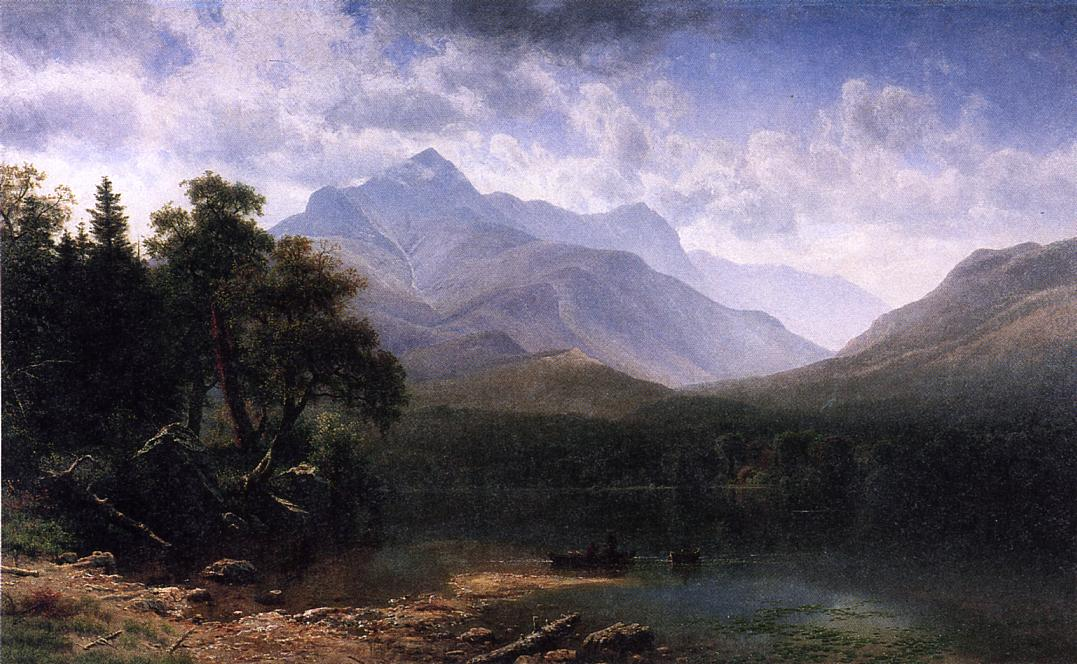
Der Mount Washington (hier auf einem Gemälde von Albert Bierstadt, 1862) war bis 1850 der höchste Berg der Vereinigten Staaten. Die besondere Bedeutung des Berges für die nationale „Mythologie“ der USA zeigt sich schon in seiner Benennung nach George Washington, des ersten US-Präsidenten, nach dem auch die Hauptstadt Washington, D.C. benannt ist.

Alfred Weber macht in seiner Arbeit deutlich, dass die Binnenerzählungen des Story Teller in vielerlei Hinsicht in Beziehung zur Rahmenhandlung und auch untereinander stehen: Oberon platziert die Geschichten nicht nur in einer geographisch und atmosphärisch passenden Erzählsituation, sondern kommentiert bisweilen auch ihre Bewandtnis und Bedeutung. Umgekehrt finden sich viele Details der Rahmenhandlung in den Binnenerzählungen wieder, wenn auch oft merkwürdig verzerrt. So passiert Oberon im zweiten Teil der Skizze The Notch die Gebirgsschlucht Crawford Notch. Auf dem Weg zum Gasthaus von Ethan Crawford wird er von einer Gruppe Touristen überholt, darunter ein Mineraloge mit einer grünen Brille, ein galant gekleideter junger Mann, der ein Gedicht von Lord Byron rezitiert und ein Händler aus Portland. In der anschließenden Skizze, Our Evening Party among the Mountains, erreicht er das Gasthaus und trifft hier auf weitere Reisende, darunter zwei junge Paare auf Hochzeitsreise. In diesen zufälligen Weggefährten Oberons lassen sich unschwer Vorbilder für die zur Karikatur überzeichneten Abenteurer in The Great Carbuncle erkennen, also für den Chemiker Cacaphodel (der ebenfalls eine Brille trägt), den uninspirierten Dichter, den Kaufmann Ichabod Pigsnort sowie für Matthew und Hannah, das junge Ehepaar.
Später findet sich Oberon wie die anderen Touristen im Gesellschaftszimmer ein, wo man sich in geselliger Runde unterhält – die Situation spiegelt sich in The Great Carbuncle in der abendlichen Zusammenkunft der Schatzsucher am Lagerfeuer. Oberon hält sich im Gespräch zurück, lauscht aber aufmerksam. Besonders beeindruckt ihn eine indianische Legende, von der einer der Touristen zu berichten weiß. Sie handelt von einem großen Karfunkel, der hoch in den Bergen über einem See thronen soll und von einem Geist bewacht werde. Oberon kommt dabei der Gedanke, aus diesem Stoff „eine Geschichte mit einer tiefen Moral“ zu zimmern (‘On this theme methinks I could frame a tale with a deep moral’). Schließlich löst sich die Runde auf, denn früh am Morgen will man gemeinsam zum sechs Meilen entfernten Mount Washington wandern, wohl, um dort, wie Oberon humorig anmerkt, den „großen Karfunkel“ zu suchen. Wie sich The Great Carbuncle an Our Evening Party among the Mountains anschloss, ist unklar, auch weil unsicher ist, wie sehr dieses Fragment bei seiner Veröffentlichung redigiert oder gekürzt wurde. Sicher scheint aufgrund einiger inhaltlicher Verstrebungen, dass Oberon identisch mit der Ich-Erzählerfigur von The Great Carbuncle ist. Weber mutmaßt, dass die Geschichte einen Traum Oberons darstellt – im Bett mag ihm die Legende noch lange durch den Kopf gegangen sein. Die merkwürdigen Parallelen zwischen Rahmen- und Binnenerzählung erklärten sich demnach als „Tagesreste,“ die im Traum verzerrt wiederkehren. So lasse sich schließlich auch das Genre dieser eigentümlichen Erzählung genauer bestimmen: Sie sei als „märchenhafte Traumallegorie“ anzusehen.
Auf die Parallelen zu The Ambitious Guest, das der Erzählung im Story Teller wohl voranging, haben mehrere Kommentatoren hingewiesen. Beide Geschichten spielen in den White Mountains, und beide beteuern, Ereignisse zu schildern, die sich in einer mehr oder weniger entrückten Vergangenheit tatsächlich zugetragen haben und nun zur Legende geworden sind. Beide Geschichten beginnen mit der Schilderung einer Gruppe von Menschen, die abends vor einem wärmenden Feuer von ihren Plänen und Wünschen berichten. Während der „ehrsüchtige Gast“ jedoch vom Schicksal für sein anmaßendes Streben nach Ruhm bestraft wird und spurlos vom Erdboden verschwindet, wird Matthew und Hannah die Einsicht gewährt, dass ihre selbstsüchtige Suche ihnen kein Glück bringen wird. Diese beiden gegensätzlichen Auflösungen stehen sinnbildlich für Oberons zwiespältige Gefühle auf der Suche nach seiner eigenen Bestimmung im Leben. Diese Zweifel sind das grundlegende Thema der Rahmenhandlung des Story Teller, die somit einem Bildungsroman gleichkommt. The Great Carbuncle scheint auch in den letzten Tagebuchaufzeichnungen Oberons nachzuhallen, die 1837 als Fragments from the Journal of a Solitary Man erschienen: Kurz vor seinem Tod ist er vom Gedanken besessen, „dass ich niemals das wahre Geheimnis meiner Kräfte entdeckt habe; dass da ein Schatz zum Greifen nah war, eine Goldmine unter meinen Füßen, wertlos, weil ich sie nie zu suchen verstand.“

## Deutungen

### Rezeptionsgeschichte
Von den zeitgenössischen Kritikern wurde The Great Carbuncle überaus positiv aufgenommen. Henry Wadsworth Longfellow erklärte 1837 in der North American Review in seiner Rezension der Twice-Told Tales, diese Erzählung habe ihm am besten gefallen und äußerte sein Bedauern, sie nicht in voller Länge abdrucken zu können. Auch Elizabeth Palmer Peabody zeigte sich im Jahr darauf in The New-Yorker sehr angetan: Die Geschichte verbinde aufs Trefflichste die „wilde Einbildungskraft“ und den „allegorischen Geist“ Deutschlands mit dem common sense des Engländers und der natürlichen Empfindsamkeit des Amerikaners. Henry James lobte die Erzählung 1879 in seiner Hawthorne-Biographie ebenfalls, merkte aber an, dass die Geschichte wie einige andere Werke Hawthornes nach nunmehr vierzig Jahren nicht mehr ganz so frisch und originell erscheine, wie sie seinerzeit auf den amerikanischen Leser gewirkt haben muss, gerade als Gegensatz zur sonst recht trockenen Zeitschriftenprosa dieser Zeit.
Zwar wurde sie seither häufiger anthologisiert, doch nahm die Wertschätzung der Literaturkritiker für die Erzählung mit der Zeit merklich ab. Lea Bertani Vozar Newman führt dies ebenso wie ihre einstige Popularität darauf zurück, dass sie eines der konventionellsten Werke Hawthornes darstellt. Sowohl W. R. Thompson als auch Patrick Morrow, zwei der wenigen Literaturwissenschaftler, die bislang eine eingehende Analyse versucht haben, kommen zum Urteil, dass The Great Carbuncle als Geschichte scheitere. Thompson bemängelt, dass die Figuren statisch blieben und ihrer Beschreibung zu viel Raum eingeräumt werde, so dass die Handlung nie recht in Gang komme. Morrow konstatiert, dass die Geschichte die psychologische und moralische Komplexität und Feinfühligkeit vollkommen vermissen lasse, die Hawthornes Meisterwerke auszeichneten; von den Landschaftsbeschreibungen bis zum Schicksal der Protagonisten sei alles allzu explizit vorbuchstabiert, als dass beim Leser noch mitfühlendes Interesse aufkomme. Doubleday wendet dagegen ein, dass Figuren in einer Allegorie wie The Great Carbuncle „Typen“ darstellten, also notwendigerweise statisch seien. Aber auch er ist wenig angetan von der Erzählung, ihr Problem sei nicht, dass sie eine Allegorie sei, sondern dass sie eine misslungene Allegorie sei.
Morrow, Thompson und Neal Frank Doubleday machen sich dennoch die Mühe, das Personal von Hawthornes Allegorie im Einzelnen darzustellen und die „Moral“ der Geschichte auf den Punkt zu bringen. Thompson verweist zudem auf denkbare biblische Vorbilder. Michael J. Colacurcio und David S. Ramsey lenken das Augenmerk hingegen auf den spezifischen amerikanischen Kontext der Erzählung und Hawthornes Umgang mit historischen Quellen.

### Allegorie und Satire

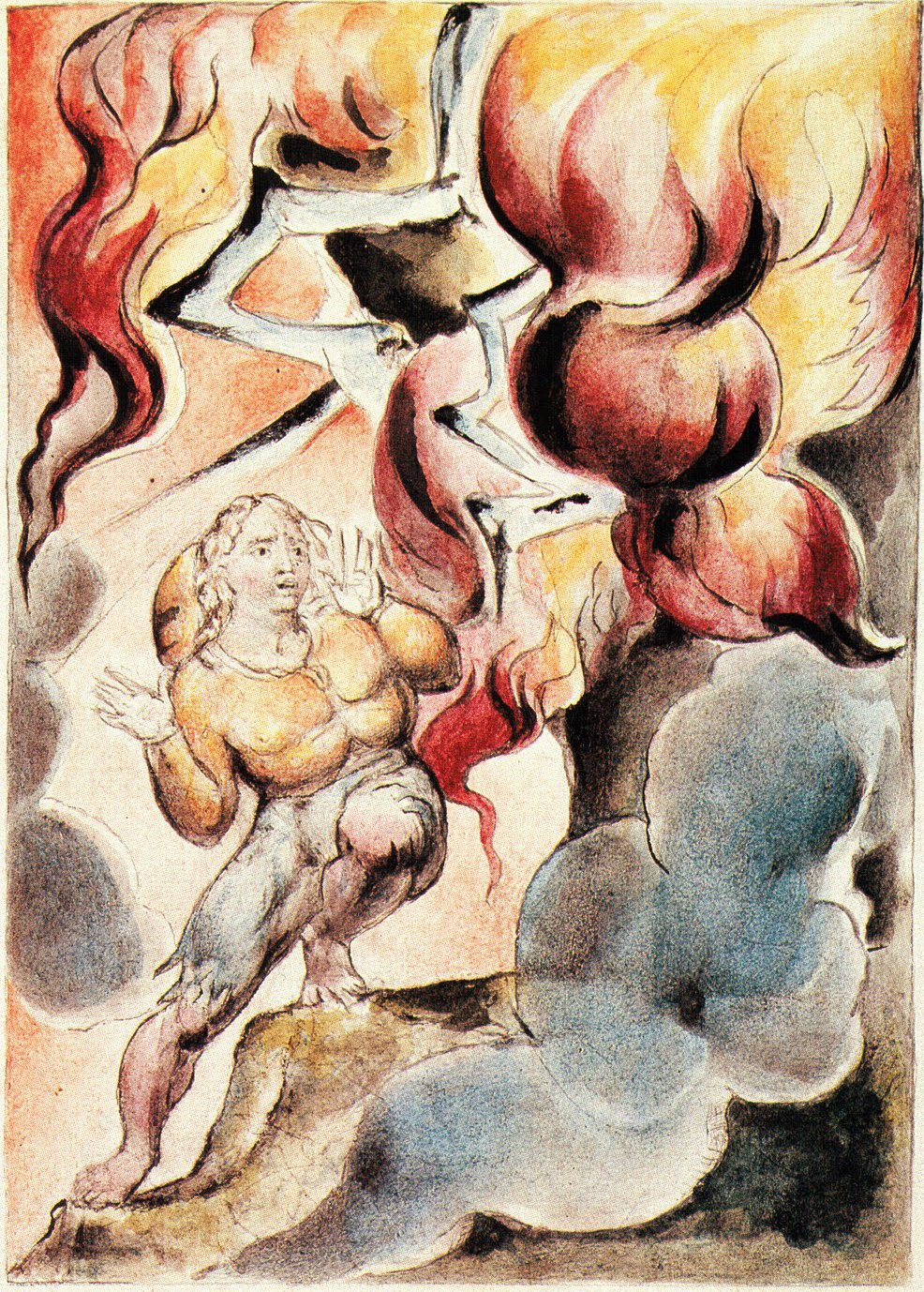
„Christ fürchtet sich vor dem Feuer auf dem Berge“ – Illustration zu Pilgrim’s Progress von William Blake, um 1825

The Great Carbuncle vereint Merkmale verschiedener Genres und literarischer Traditionen. Terence Martin erkennt in der Erzählung Charakteristika des Märchens, gerade im Eingangssatz, der die Handlung „in alter Zeit“ (‘At nightfall, once in the olden time…’) verortet und eine Variation der Formel „Es war einmal …“ darstellen mag. Die schablonenhafte Überzeichnung der acht Charaktere lässt sie vielen Interpreten als bloße Personifikationen ihres bestimmenden Wesenszugs (etwa Gier, Hochmut, Unglaube) erscheinen, zumal manche („der Zyniker“, „der Dichter“, „der Sucher“) auch nur mit ihm benannt werden; die Erzählung als Ganzes zeigt somit deutlich Merkmale der Allegorie. Speziell ist auf den Einfluss der berühmtesten Allegorie der englischen Literaturgeschichte hingewiesen worden, John Bunyans The Pilgrim’s Progress (1678), das erste Buch, das Hawthorne im Alter von vier Jahren zu lesen lernte. Auf Bunyan weist etwa die Bezeichnung der Schatzsucher – und schließlich des Erzählers selbst – als „Pilger“ des Großen Karfunkels hin. Auch die verschiedenen Landschaften, die Hannah und Matthew bei ihrem Aufstieg durchwandern, gleichen den allegorischen Stationen von Bunyans Pilger (wie dem „Tal der Demütigung,“ den „lieblichen Bergen,“ dem „verzauberten Grund“ und schließlich die „himmlische Stadt“). Bunyan, der der puritanischen Tradition entstammte, teilt mit Hawthornes neuenglischen Vorfahren und noch seinen Zeitgenossen einen Hang zur religiösen Typologie, und so können die allegorischen Elemente auch als Aneignung oder Parodie der Predigten des Puritanismus oder auch der Erweckungsbewegungen gelesen werden, die Neuengland und New York noch zu Hawthornes Lebzeiten mit einiger Regelmäßigkeit erfassten.
Neben den märchenhaften und allegorischen, also „zeitlosen“ Merkmalen enthält die Erzählung aber auch Hinweise auf ihren spezifischen historischen und kulturellen Kontext. So ist sie geographisch präzise in den Bergen New Hampshires verortet, und ein Hinweis auf die Erkundungsfahrten des John Smith legt nahe, dass die Erzählung wie viele der Werke Hawthornes in der Kolonialzeit Neuenglands angesiedelt ist. Auch die Beschreibung der Figuren enthält teils recht spezifische Angaben und lässt so Anflüge politischer oder gesellschaftlicher Satire erkennen. Deutlich wird dies insbesondere im Falle von Ichabod Pigsnort: Er ist Kirchenvorstand in der First Church Bostons, also der prestigeträchtigsten Gemeinde Neuenglands. Seine Gottesfurcht ist indes mindestens so ausgeprägt wie seine Raffgier – man erzählt sich, dass er (ähnlich wie Dagobert Duck) die „Gewohnheit hätte, sich jeden Morgen und Abend nach dem Gebet eine Stunde lang nackt in einem Riesenhaufen von Schillingen zu wälzen.“ Für Hawthornes Karikatur der neuenglischen Eliten bietet sich auch ein unmittelbares literarisches Vorbild an, nämlich Ichabod Crane, der Yankee-Schulmeister, der in Washington Irvings gattungsprägender Kurzgeschichte The Legend of Sleepy Hollow (1820) gefoppt wird. Auch Hawthornes Ichabod ereilt die poetische Gerechtigkeit; er wird schließlich von Indianern nach Kanada verschleppt, muss ein hohes Lösegeld zahlen und besaß den Rest seines Lebens „selten Kupfer im Wert von sechs Pence.“ Deutlich satirisch fällt auch die Beschreibung des Chemikers Dr. Cacaphodel aus, ein kleiner ältlicher Mensch, fast eine Mumie, der einen „wie einen Schmelztiegel geformten Hut trug.“ William Collins Watterson erkennt in ihm eine Karikatur von Parker Cleaveland, dem „Vater der amerikanischen Mineralogie,“ dessen exzentrische Erscheinung Hawthorne während seiner Studienzeit am Bowdoin College häufig zu Augen bekam. Doch auch für Cacaphodel bietet sich ein literarisches Vorbild an, der Apotheker „Cacafogo“ in Oliver Goldsmiths The Citizen of the World (1760–1762).
Morrow und Doubleday machen die Mischung allegorischer und satirischer Elemente für das „Scheitern“ der Geschichte verantwortlich, der Franzose Renaud Zuppinger hingegen sieht in ihr eine gelungene Innovation: Hawthorne knüpfe mit der Allegorie zum einen an eine klassische (oder klassizistische) Tradition an und wisse auch die Einheit der Zeit, des Ortes und der Handlung zu wahren, zum anderen schaffe er durch die „karnevaleske“ Ansammlung so verschiedener Gestalten aber auch ein mehr oder minder realistisches soziales Panorama, eine ihrer Zeit entsprechende comédie humaine. Für andere Kritiker überwiegt aber letztlich der Gleichnischarakter der Erzählung. Sowohl Thompson als auch Morrow sehen die christliche Brüderlichkeit, oder vielmehr ihr Fehlen, als zentrales Thema der Erzählung an. Terence Martin sieht in der Entscheidung Matthews und Hannahs eine Affirmation des Ideals der bescheidenen Häuslichkeit, das besonders die zeitgenössischen Frauenzeitschriften, aber auch viele Werke Hawthornes (wie etwa The Ambitious Guest) präge. Auch Alfred Weber sieht die „Moral“ der Erzählung in der Erkenntnis, dass menschliches Glück nur „im vertrauten Bereich des Alltags und im Schein des häuslichen Herdes“ möglich sei. Der didaktisch-moralistische Gestus erscheint vielen der Kommentatoren in dieser Erzählung geradezu aufdringlich; Alison Easton mutmaßt indes, dass Hawthorne sich hier parodistisch betätigt oder zumindest ein Pastiche der biederen, oft rührseligen Erbauungsliteratur seiner Zeit zeichnet.
Morrow führt darüber hinaus aus, dass die Erzählung zugleich eine Parabel über die Grenzen und Gefahren der Erkenntnis sei: Sowohl im Falle des Suchers wie in dem des Zynikers nimmt die Suche nach dem Karfunkel monomanische, letztlich selbstzerstörerische Züge an; der eine bezahlt dafür mit seinem Leben, der andere verliert sein Augenlicht – Morrow vergleicht ihr Schicksal so mit dem Kapitän Ahabs in Melvilles Moby-Dick. Hannah und Matthew hingegen ließen sich zwar in der Erzählung nach ethischen Maßstäben am wenigsten zuschulden kommen, ihren Seelenfrieden erkaufen sie jedoch mit einem Mangel an Erkenntnis. Colacurcio merkt zudem an, dass ihre „Erlösung“ keineswegs sicher sei, wie die vorangegangene Erzählung verdeutlicht – genau wie die todgeweihte Familie in The Ambitious Guest könne auch ihre bescheidene Hütte jederzeit von einem gleichgültigen oder zornigen Gott zerstört werden.

### Biblische Bezüge
W. R. Thompson führt einige biblische Subtexte für die Erzählung an, die schon durch Hawthornes Namensgebung nahegelegt werden, denn drei seiner Figuren tragen biblische Namen, und sein Erzähler merkt zu Hannah und Matthew an, sie trügen „zwei schlichte Namen, die aber gut zu dem einfachen Paar passten“. Der Name Ichabod wird im 1. Buch Samuel erklärt: Er bedeutet im Hebräischen „unrühmlich“ (1 Sam 4,21 : „Sie nannte den Knaben Ikabod – das will besagen: Fort ist die Herrlichkeit aus Israel“) und passt folglich ebenso zur spöttischen Beschreibung des pharisäerhaften Ichabod Pigsnort (Pigsnort bedeutet wiederum wörtlich „Schweingrunz“).
Ebenfalls im 1. Buch Samuel findet sich die Geschichte der Hanna. Sie pilgerte jedes Jahr nach Schilo, dem höchsten Heiligtum der Israeliten, um vom Herrn Erlösung von ihrer Unfruchtbarkeit zu erbitten. Den Verlauf und die Moral von Hawthornes Erzählung sieht Thompson im sogenannten „Lobgesang der Hanna“ (1 Sam 2,1-10 ) bis ins Detail vorgebildet. In ihrem Gebet preist sie die Gerechtigkeit des Herrn, der stets den Schwachen beistehe („von ihm werden Taten gewogen. Der Bogen der Starken ist zerbrochen, und die Schwachen sind umgürtet mit Stärke… Der HERR macht arm und macht reich; er erniedrigt und erhöht“). Das Schicksal Ichabod Pigsnorts scheint in Hannas Lobgesang ebenso vorgezeichnet („Die da satt waren, müssen um Brot dienen“) wie die Blendung des Zynikers („die Gottlosen sollen zunichte werden in Finsternis“). Ihre Zuversicht, der Herr werde „behüten die Füße seiner Heiligen“, erinnert zudem an die Bergbesteigung bei Hawthorne: Hannah und Matthew hätten, so der Erzähler, wohl versucht, „zwischen Himmel und Erde so weit und so hoch zu steigen, wie sie für ihre Füße Halt fanden,“ und als Hannah taumelt und abzurutschen droht, fängt sie sich noch rechtzeitig.
Der Name Matthew deutet schließlich auf das Matthäusevangelium; hier lässt sich insbesondere eine berühmte Passage der Bergpredigt Jesu plausibel mit The Great Carbuncle in Zusammenhang bringen: „Ihr seid das Licht der Welt. Eine Stadt, die auf einem Berg liegt, kann nicht verborgen bleiben. Man zündet auch nicht ein Licht an und stülpt ein Gefäß darüber, sondern man stellt es auf den Leuchter; dann leuchtet es allen im Haus. So soll euer Licht vor den Menschen leuchten, damit sie eure guten Werke sehen und euren Vater im Himmel preisen“ (Mt 5,14-16 ). Der Dichter plant hingegen, den Karfunkel unter seinem Mantel verborgen in seine Kammer nach London zu bringen, um ihn dort ganz für sich allein zu haben; der Zyniker entgegnet ihm darauf spöttisch: „Ihn unter deinem Mantel verbergen, sagst du? Da wird er doch durch die Löcher scheinen, und du wirst wie eine Kürbislaterne aussehen!“ Hannah und Matthew wollen den Karfunkel zwar auch für sich, auf dass er an den langen Winterabenden ihr Heim erleuchte, entscheiden sich aber schließlich ganz im Sinne der biblischen Verheißung dagegen: „Am Abend zünden wir in unserem Kamin ein fröhliches Feuer an und werden in seinem Schein glücklich sein. Nie wieder aber wollen wir uns mehr Licht wünschen, als alle Welt mit uns teilen kann.“ Michael J. Colacurcio merkt dazu an, dass sich eingedenk Morrows Interpretation noch eine benachbarte matthäische Stelle als Verweis aufdrängt, namentlich Mt 5,3: „Selig sind, die da geistlich arm sind; denn ihrer ist das Himmelreich.“

### Geschichte und Wildnis

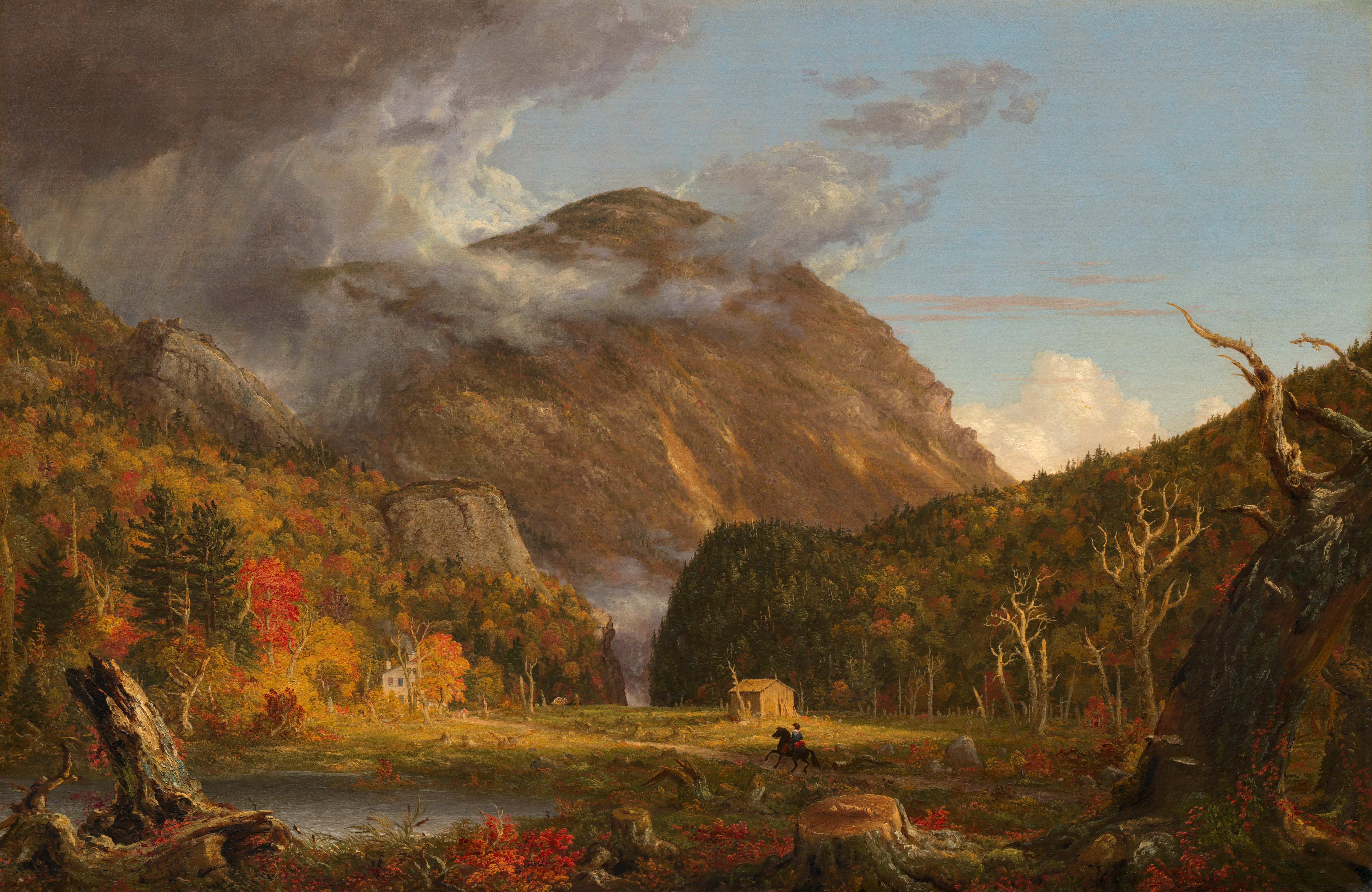
A View of the Mountain Pass Called the Notch of the White Mountains – Gemälde von Thomas Cole, 1839. Auch die Landschaftsmaler der Hudson River School trugen ab 1830 zur Verklärung der White Mountains zum romantischen Sehnsuchtsort bei.

Der Umstand, dass Hawthorne The Great Carbuncle und viele andere seiner Geschichten in seiner Heimat Neuengland ansiedelte, ist im Zusammenhang mit dem zeitgenössischen Bemühen zu sehen, eine eigenständige amerikanische Nationalliteratur zu etablieren. So ist zwar gerade die unberührte, „jungfräuliche“ Natur Amerikas zu einem wichtigen Topos der amerikanischen Literatur geworden, doch beklagten über Generationen hinweg zahlreiche amerikanische Schriftsteller, dass es Amerika an einer reichen Vergangenheit zu mangeln schien, aus der sich literarisches Kapital schlagen ließe; noch viele der schaurigen Geschichten Edgar Allan Poes spielen in den jahrhundertealten Burgen, Schlössern und Klöstern des feudalen Europa. Hawthorne folgte hingegen in vielerlei Hinsicht dem Vorbild Washington Irvings, der seine Erzählungen Rip Van Winkle und The Legend of Sleepy Hollow (1819–1820), beide angelehnt an deutsche Volkssagen, in der Kolonialzeit seines Heimatstaats New York ansiedelte und als amerikanische „Legenden“ ausgab. Auch Hawthorne betont in The Great Carbuncle wie auch in The Ambitious Guest, dass er auf „volkstümliche“ Stoffe zurückgreife und Geschehnisse schildere, die sich in einer mehr oder minder weit entrückten Vergangenheit tatsächlich ereignet hätten und seither mündlich überliefert würden oder zumindest in staubigen alten Chroniken nachzulesen seien. Wichtig ist dabei die enge Ortsgebundenheit, so wie Irving mit seinen Erzählungen den Catskills zu einem sagenumwobenen pastoralen Idyll verklärte, so verhalf Hawthorne den „wilden“ White Mountains zu einer historischen Patina. Irvings Sketch Book dürfte Hawthorne noch in anderer Hinsicht Vorbild gestanden haben; wie im Story Teller sind die Erzählungen des Sketch Book in eine Rahmenerzählung eingebettet, die einer Künstlerbiographie des Ich-Erzählers (Oberon bei Hawthorne, „Dietrich Knickerbocker“ bei Irving) gleichkommt.
Leo B. Levy zufolge ist das Naturbild in The Great Carbuncle indes untypisch für Hawthorne. Im Gegensatz zu seinen Zeitgenossen James Fenimore Cooper und Henry David Thoreau stellt er die Natur in seinen Werken kaum ja in ihrer Ursprünglichkeit dar, sondern zumeist im Sinne der Picturesque-Ästhetik bereits komponiert, gedeutet und gestaltet. Der Ästhetik des Erhabenen, das Gefühl der Überwältigung und Ehrfurcht im Angesicht einer „ungebändigten“ Natur misstraue Hawthorne hingegen, wie überhaupt jeder Emotion, die unbedingte Hingabe verlange und nicht durch den Verstand austariert werde. Auch Hannah und Matthew fürchten sich bei ihrem Aufstieg zum Gipfel vor dem, was ihnen unvertraut und unerklärlich ist:
| The innumerable trunks and heavy foliage of the trees had hitherto shut in their thoughts, which now shrank affrighted from the region of wind and cloud and naked rocks and desolate sunshine, that rose immeasurably above them. They gazed back at the obscure wilderness which they had traversed, and longed to be buried again in its depths rather than trust themselves to so vast and visible a solitude. | „Die unzähligen Stämme und das dichte Laub der Bäume hatten bisher ihre Gedanken eingeschlossen, die jetzt erschrocken vor der sich unermeßlich hoch über sich erhebenden Region des Windes und der Wolken, der nackten Wolken und des einsamen Sonnenscheins zurückwichen. Sie drehten sich nach der dunklen Wildnis um, die sie durchquert hatten, und sehnten sich danach, wieder in ihrer Tiefe begraben zu sein, anstatt sich in eine so große offensichtliche Einöde zu wagen.“ |

Dennoch, so Levy, ist The Great Carbuncle neben The Great Stone Face eine der wenigen Erzählungen Hawthornes, in denen er das Erhabene über das „Pittoreske“ stelle, denn schließlich finden Hannah und Matthew den Karfunkel, den Inbegriff des Erhabenen, „ließen dann jedoch erschauernd und in ehrfurchtsvoller Bewunderung die Lider sinken, um die blendende Pracht“ auszuschließen; Hawthorne mache deutlich, dass ihnen dies gerade durch ihr schlichtes Gemüt und ihren naiven Glauben vergönnt war (wohingegen der „Zyniker“ bei dem Anblick geblendet wird). Dass sie den Karfunkel nicht an sich nehmen und sich stattdessen ihres häuslichen Glücks entsinnen, widerspreche dieser Deutung nicht: Sie verdeutliche vielmehr die Einsicht, dass das Erhabene nach menschlichem Ermessen nicht zu „fassen“ ist. Letztlich ist Levy zufolge aber nicht das romantische Naturerlebnis zentral für die Erzählung, sondern letztlich eine religiöse Erfahrung: The Great Carbuncle ist demnach eine Parabel über die spirituelle Befindlichkeit der Puritaner Neuenglands und ihrer unbedingten Hingabe an einen allmächtigen und unerklärlichen Gott.
Kritik an den nationalromantischen Prämissen übt David S. Ramsey. Zwar sei die Geschichte volkstümlich in dem Sinne, dass sich Hawthorne, wie er glaubt, vor allem auf die mündliche überlieferte Familientradition der Familie Crawford berief, deren Gasthaus in den White Mountains Hawthorne auf seiner Reise 1832 ebenso aufsuchte wie später sein Alter Ego Oberon im Story Teller. Diese Folklore ist in Lucy Crawfords History of the White Mountains (1846) erhalten. Demnach ist die Legende vom „Großen Karfunkel“ ursprünglich eine indianische Sage: Demnach hätten die Indianer, die die Gegend vormals besiedelten, einst einen der ihren getötet, auf dass sein Geist darüber wache, dass dieser Schatz nicht in die Hände der Weißen gerate. Dass Indianer in Hawthornes Erzählung keine Rolle spielen, hält Ramsey für signifikant. In der Erzählung selbst werden sie nur in einer kurzen Nebenbemerkung genannt, und Oberon gibt in der einleitenden Skizze freimütig zu, dass er Indianergeschichten eigentlich verabscheue (‚I do abhor an Indian story‘). Im vermeintlich pluralistischen Mikrokosmos, den Hawthorne mit dem Lagerfeuer der Schatzsucher imaginiert, sei für die Ureinwohner kein Platz, die Geschichte entpuppe sich letztlich als „kultureller Monolog.“

### Quellenforschungen und historistische Interpretationen

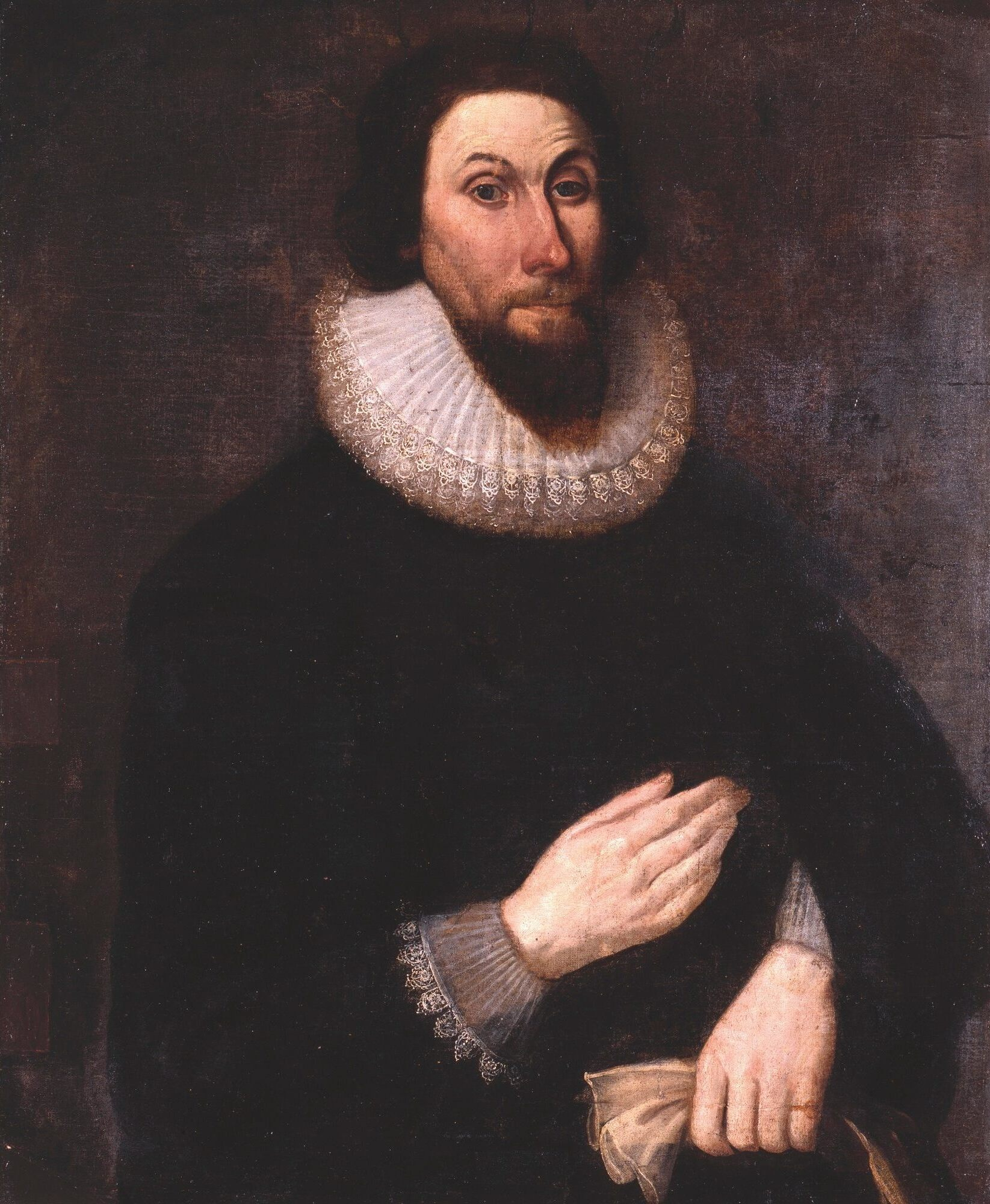
John Winthrop (1588–1649), einer der Gründer und mehrfacher Gouverneur der Massachusetts Bay Colony